# 200 mètres nage libre féminin aux championnats du monde de natation 2023
Cet article traite de l'épreuve féminine. Pour la compétition masculine, voir 200 mètres nage libre masculin aux championnats du monde de natation 2023.
Le 200 mètres nage libre féminin est une épreuve de natation sportive des championnats du monde de natation 2023. Elle a lieu les 25 et 26 juillet 2023 à Fukuoka au Japon.

## Records
Avant cette compétition, les records dans cette discipline étaient :
| Record du monde       | 1 min 52 s 98 | Federica Pellegrini | 29 juillet 2009 | Rome, Italie |
| Record du championnat | 1 min 52 s 98 | Federica Pellegrini | 29 juillet 2009 | Rome, Italie |

Au cours de cette compétition, les nouveaux records suivant ont été établis :
| Record du monde        | 1 min 52 s 85 | Mollie O'Callaghan | 26 juillet |
| Record du monde junior | 1 min 53 s 65 | Summer McIntosh    | 26 juillet |

## Résultats détaillés
Les 16 meilleurs temps se qualifient pour les demi-finales (Q), puis les 8 meilleurs demi-finalistes passent en finale (F).

### Séries
| Rang | Série | Ligne | Nageuse                                   | Pays                            | Temps         | Commentaire        |
| ---- | ----- | ----- | ----------------------------------------- | ------------------------------- | ------------- | ------------------ |
| 1    | 4     | 6     | Mollie O'Callaghan                        | Australie                       | 1 min 55 s 68 | Q                  |
| 2    | 4     | 5     | Summer McIntosh                           | Canada                          | 1 min 55 s 88 | Q                  |
| 3    | 4     | 7     | Ariarne Titmus                            | Australie                       | 1 min 56 s 20 | Q                  |
| 4    | 5     | 7     | Siobhán Bernadette Haughey                | Hong Kong                       | 1 min 56 s 56 | Q                  |
| 5    | 3     | 7     | Marrit Steenbergen                        | Pays-Bas                        | 1 min 56 s 66 | Q                  |
| 6    | 6     | 7     | Liu Yaxin                                 | Chine                           | 1 min 56 s 93 | Q                  |
| 7    | 3     | 6     | Freya Anderson                            | Grande-Bretagne                 | 1 min 57 s 12 | Q                  |
| 8    | 1     | 7     | Nikolett Padar                            | Hongrie                         | 1 min 57 s 35 | Q                  |
| 8    | 7     | 7     | Barbora Seemanová                         | Tchéquie                        | 1 min 57 s 35 | Q                  |
| 10   | 5     | 5     | Erika Fairweather                         | Nouvelle-Zélande                | 1 min 57 s 36 | Q                  |
| 11   | 3     | 5     | Bella Sims                                | États-Unis                      | 1 min 57 s 71 | Q                  |
| 12   | 5     | 6     | Claire Weinstein                          | États-Unis                      | 1 min 57 s 93 | Q                  |
| 13   | 2     | 7     | Janja Segel                               | Slovénie                        | 1 min 58 s 02 | Q                  |
| 14   | 3     | 4     | Snæfríður Jórunnardóttir                  | Islande                         | 1 min 58 s 14 | Q, Record national |
| 15   | 0     | 7     | Janna van Kooten                          | Pays-Bas                        | 1 min 58 s 16 | Q                  |
| 16   | 1     | 5     | Valentine Dumont                          | Belgique                        | 1 min 58 s 23 | Q                  |
| 17   | 6     | 6     | Li Jiaping                                | Chine                           | 1 min 58 s 26 |                    |
| 18   | 6     | 5     | Abbie Wood                                | Grande-Bretagne                 | 1 min 58 s 39 |                    |
| 19   | 7     | 6     | Mary-Sophie Harvey                        | Canada                          | 1 min 58 s 50 |                    |
| 20   | 7     | 5     | Maria Fernanda de Oliveira da Silva Costa | Brésil                          | 1 min 58 s 67 |                    |
| 21   | 8     | 6     | Ajna Késely                               | Hongrie                         | 1 min 58 s 99 |                    |
| 22   | 8     | 7     | Nagisa Ikemoto                            | Japon                           | 1 min 59 s 23 |                    |
| 23   | 0     | 6     | Anastasia Gorbenko                        | Israël                          | 1 min 59 s 27 |                    |
| 24   | 1     | 6     | Aimee Canny                               | Afrique du Sud                  | 1 min 59 s 30 |                    |
| 25   | 0     | 5     | Signe Bro                                 | Danemark                        | 1 min 59 s 33 |                    |
| 26   | 2     | 6     | Stephanie Balduccini                      | Brésil                          | 1 min 59 s 55 |                    |
| 27   | 8     | 5     | Daria Golovaty                            | Israël                          | 1 min 59 s 77 |                    |
| 28   | 5     | 4     | Elisbet Gamez Matos                       | Cuba                            | 1 min 59 s 98 |                    |
| 29   | 0     | 4     | Maria José Mat Cocco                      | Mexique                         | 2 min 0 s 30  |                    |
| 30   | 7     | 4     | Karen Durango                             | Colombie                        | 2 min 0 s 71  |                    |
| 31   | 9     | 6     | Victoria Catterson                        | Irlande                         | 2 min 0 s 82  |                    |
| 31   | 8     | 4     | Maria Victoria Yegres Cottin              | Venezuela                       | 2 min 0 s 82  |                    |
| 33   | 6     | 3     | Ieva Maluka                               | Lettonie                        | 2 min 0 s 94  | Record national    |
| 34   | 9     | 5     | Hur Yeonkyung                             | Corée du Sud                    | 2 min 1 s 19  |                    |
| 35   | 2     | 5     | Katja Fain                                | Slovénie                        | 2 min 1 s 31  |                    |
| 36   | 6     | 4     | Cornelia Pammer                           | Autriche                        | 2 min 1 s 66  |                    |
| 37   | 5     | 3     | Ines Marin                                | Chili                           | 2 min 2 s 20  |                    |
| 38   | 3     | 3     | Kamonchanok Kwanmuang                     | Thaïlande                       | 2 min 2 s 22  |                    |
| 39   | 4     | 3     | Gan Ching-hwee                            | Singapour                       | 2 min 2 s 32  |                    |
| 40   | 9     | 4     | Enkhkhuslen Batbayar                      | Mongolie                        | 2 min 2 s 49  |                    |
| 41   | 2     | 4     | Sofia Aastedt                             | Suède                           | 2 min 2 s 57  |                    |
| 42   | 4     | 4     | Merve Tuncel                              | Turquie                         | 2 min 2 s 66  |                    |
| 43   | 9     | 7     | Ainhoa Campabadal Amezcua                 | Espagne                         | 2 min 2 s 78  |                    |
| 44   | 1     | 4     | Artemis Vasilaki                          | Grèce                           | 2 min 3 s 92  |                    |
| 45   | 2     | 3     | Iman Avdic                                | Bosnie-Herzégovine              | 2 min 4 s 38  |                    |
| 46   | 1     | 3     | Lucero Mejia                              | Guatemala                       | 2 min 6 s 24  |                    |
| 47   | 9     | 3     | Harper Barrowman                          | Îles Caïmans                    | 2 min 6 s 49  |                    |
| 48   | 7     | 3     | Julimar Avila Mancia                      | Honduras                        | 2 min 6 s 92  |                    |
| 49   | 5     | 2     | Ani Poghosyan                             | Arménie                         | 2 min 8 s 65  |                    |
| 50   | 4     | 2     | Danielle Treasure                         | Bahamas                         | 2 min 8 s 88  |                    |
| 51   | 3     | 2     | Paige van der Westhuizen                  | Zimbabwe                        | 2 min 9 s 85  |                    |
| 52   | 6     | 1     | Anna Nikishkina                           | Kirghizistan                    | 2 min 10 s 81 |                    |
| 53   | 6     | 2     | Jehanara Nabi                             | Pakistan                        | 2 min 11 s 09 |                    |
| 54   | 8     | 3     | Mya Azzopardi                             | Malte                           | 2 min 11 s 59 |                    |
| 55   | 1     | 2     | Duana Lama                                | Népal                           | 2 min 12 s 46 |                    |
| 56   | 7     | 2     | Natalia Jean Kuipers                      | Îles Vierges des États-Unis     | 2 min 12 s 60 |                    |
| 57   | 8     | 2     | Bianca Mitchell                           | Antigua-et-Barbuda              | 2 min 13 s 24 |                    |
| 58   | 0     | 2     | Chloë Farro                               | Aruba                           | 2 min 13 s 48 |                    |
| 59   | 5     | 1     | Asma Lefalher                             | Bahreïn                         | 2 min 13 s 80 |                    |
| 60   | 2     | 2     | Maria Lopes Freitas                       | Angola                          | 2 min 14 s 03 |                    |
| 61   | 2     | 1     | Katie Rock                                | Albanie                         | 2 min 15 s 02 |                    |
| 62   | 4     | 1     | Mya de Freitas                            | Saint-Vincent-et-les-Grenadines | 2 min 16 s 22 |                    |
| 63   | 9     | 2     | Charissa Panuve                           | Tonga                           | 2 min 20 s 00 |                    |
| 64   | 3     | 1     | Galyah Ngerchesiuch Mikel                 | Palaos                          | 2 min 43 s 01 |                    |
| -    | 0     | 3     | Laura Bernat                              | Pologne                         | Disqualifiée  | Disqualifiée       |

### Demi-finales
| Rang | Série | Ligne | Nageuse                    | Pays             | Temps         | Commentaire     |
| ---- | ----- | ----- | -------------------------- | ---------------- | ------------- | --------------- |
| 1    | 2     | 5     | Ariarne Titmus             | Australie        | 1 min 54 s 64 | F               |
| 2    | 1     | 4     | Summer McIntosh            | Canada           | 1 min 54 s 67 | F               |
| 3    | 2     | 4     | Mollie O'Callaghan         | Australie        | 1 min 54 s 91 | F               |
| 4    | 2     | 7     | Bella Sims                 | États-Unis       | 1 min 55 s 45 | F               |
| 5    | 1     | 5     | Siobhán Bernadette Haughey | Hong Kong        | 1 min 55 s 48 | F               |
| 6    | 2     | 6     | Freya Anderson             | Grande-Bretagne  | 1 min 55 s 85 | F               |
| 7    | 1     | 3     | Liu Yaxin                  | Chine            | 1 min 56 s 34 | F               |
| 8    | 2     | 3     | Marrit Steenbergen         | Pays-Bas         | 1 min 56 s 49 | F               |
| 9    | 2     | 2     | Barbora Seemanová          | Tchéquie         | 1 min 56 s 50 |                 |
| 10   | 1     | 6     | Nikolett Padar             | Hongrie          | 1 min 56 s 55 |                 |
| 11   | 1     | 2     | Erika Fairweather          | Nouvelle-Zélande | 1 min 56 s 55 |                 |
| 12   | 1     | 7     | Claire Weinstein           | États-Unis       | 1 min 57 s 03 |                 |
| 13   | 1     | 8     | Valentine Dumont           | Belgique         | 1 min 57 s 97 |                 |
| 14   | 1     | 1     | Snæfríður Jórunnardóttir   | Islande          | 1 min 57 s 98 | Record national |
| 15   | 2     | 8     | Janna van Kooten           | Pays-Bas         | 1 min 58 s 12 |                 |
| 16   | 2     | 1     | Janja Segel                | Slovénie         | 1 min 58 s 18 |                 |

### Finale
| Rang               | Ligne | Nageuse                    | Pays            | Temps         | Commentaire            |
| ------------------ | ----- | -------------------------- | --------------- | ------------- | ---------------------- |
| Médaille d'or      | 3     | Mollie O'Callaghan         | Australie       | 1 min 52 s 85 | Record du monde        |
| Médaille d'argent  | 4     | Ariarne Titmus             | Australie       | 1 min 53 s 01 |                        |
| Médaille de bronze | 5     | Summer McIntosh            | Canada          | 1 min 53 s 65 | Record du monde junior |
| 4                  | 2     | Siobhán Bernadette Haughey | Hong Kong       | 1 min 53 s 96 |                        |
| 5                  | 8     | Marrit Steenbergen         | Pays-Bas        | 1 min 55 s 51 |                        |
| 6                  | 6     | Bella Sims                 | États-Unis      | 1 min 56 s 00 |                        |
| 7                  | 7     | Freya Anderson             | Grande-Bretagne | 1 min 56 s 33 |                        |
| 8                  | 1     | Liu Yaxin                  | Chine           | 1 min 56 s 97 |                        |